# Златиста кандилка
Златистата кандилка (Aquilegia aurea или Aquilegia chrysantha var. aurea) е вид покритосеменни растения от семейство Лютикови (Ranunculaceae). Те са красиви бледожълти тревисти растения, които цъфтят от юни до август по скалните поляни в субалпийския пояс.
Околоцветните листчета са по пет в два кръга – външният е съставен от овалноланцетни, разперени встрани листчета със заоблен връх, а тези от вътрешния кръг са с широка пластинка, удължена във фуниевидна шпора, в която се отделя нектар.
Златистата кандилка е балкански ендемит. Среща се само в Северна Македония и Западна България (на Витоша под Резньовете и връх Купена, на Меча поляна и над Конярника).